# Staffordshire Surge
Gli Staffordshire Surge sono una squadra di football americano di Burton upon Trent, in Gran Bretagna. Hanno giocato anche a Tamworth e Stoke-on-Trent.

## Storia
Fondati nel 1984 come Staffordshire Stampeders, divennero Stoke Spitfires nel 1986 e Staffordshire Surge nel 1992.

## Dettaglio stagioni

### Tornei

#### Tornei nazionali

##### Campionato maschile

###### Tabella 1984
| Stagione | regular season | regular season | regular season | regular season | regular season | regular season | playoff | playoff | playoff | playoff | playoff | playoff   | playoff    |
|          | Vin            | Par            | Per            | Tot            | PF             | PS             | Vin     | Per     | Tot     | PF      | PS      | risultato | avversaria |
| -------- | -------------- | -------------- | -------------- | -------------- | -------------- | -------------- | ------- | ------- | ------- | ------- | ------- | --------- | ---------- |
| 1984     | 1              | 0              | 1              | 2              | ?              | ?              | -       | -       | -       | -       | -       | -         | -          |
| Totale   | 1              | 0              | 1              | 2              | ?              | ?              | -       | -       | -       | -       | -       |           |            |

Fonti: Enciclopedia del Football - A cura di Massimo Mezzetti

###### BAFA NL National
| Stagione | regular season | regular season | regular season | regular season | regular season | regular season | playoff | playoff | playoff | playoff | playoff | playoff   | playoff    |
|          | Vin            | Par            | Per            | Tot            | PF             | PS             | Vin     | Per     | Tot     | PF      | PS      | risultato | avversaria |
| -------- | -------------- | -------------- | -------------- | -------------- | -------------- | -------------- | ------- | ------- | ------- | ------- | ------- | --------- | ---------- |
| 2014     | 5              | 0              | 5              | 10             | 280            | 233            | -       | -       | -       | -       | -       | -         | -          |
| Totale   | 5              | 0              | 5              | 10             | 280            | 233            | -       | -       | -       | -       | -       |           |            |

Fonti: Enciclopedia del Football - A cura di Massimo Mezzetti

###### Budweiser League First Division/BAFA NL Division Two
| Stagione | regular season | regular season | regular season | regular season | regular season | regular season | playoff | playoff | playoff | playoff | playoff | playoff                              | playoff           |
|          | Vin            | Par            | Per            | Tot            | PF             | PS             | Vin     | Per     | Tot     | PF      | PS      | risultato                            | avversaria        |
| -------- | -------------- | -------------- | -------------- | -------------- | -------------- | -------------- | ------- | ------- | ------- | ------- | ------- | ------------------------------------ | ----------------- |
| 1987     | 6              | 0              | 4              | 10             | 249            | 145            | -       | -       | -       | -       | -       | -                                    | -                 |
| 2015     | 8              | 0              | 2              | 10             | 330            | 167            | 0       | 1       | 1       | 14      | 23      | Quarti di finale Northern Conference | Newcastle Vikings |
| 2016     | 6              | 0              | 4              | 10             | 273            | 218            | 0       | 1       | 1       | 0       | 62      | Quarti di finale Northern Conference | Leicester Falcons |
| 2017     | 6              | 0              | 4              | 10             | 213            | 183            | 0       | 1       | 1       | 8       | 52      | Quarti di finale Northern Conference | Leeds Bobcats     |
| 2018     | 7              | 0              | 1              | 8              | 237            | 62             | 1       | 1       | 2       | 26      | 44      | Semifinale Northern Conference       | Chester Romans    |
| 2022     | 6              | 1              | 1              | 8              | 91             | 72             | 0       | 1       | 1       | 0       | 1       | Quarti di finale                     | Highland Stags    |
| Totale   | 39             | 1              | 16             | 56             | 1393           | 847            | 1       | 5       | 6       | 48      | 182     |                                      |                   |

Fonti: Enciclopedia del Football - A cura di Massimo Mezzetti

##### Campionato femminile

###### Sapphire Series Division Two
| Stagione | regular season | regular season | regular season | regular season | regular season | regular season | playoff | playoff | playoff | playoff | playoff | playoff   | playoff    |
|          | Vin            | Par            | Per            | Tot            | PF             | PS             | Vin     | Per     | Tot     | PF      | PS      | risultato | avversaria |
| -------- | -------------- | -------------- | -------------- | -------------- | -------------- | -------------- | ------- | ------- | ------- | ------- | ------- | --------- | ---------- |
| 2017     | 1              | 0              | 7              | 8              | 83             | 262            | -       | -       | -       | -       | -       | -         | -          |
| Totale   | 1              | 0              | 7              | 8              | 83             | 262            | -       | -       | -       | -       | -       |           |            |

Fonti: Enciclopedia del Football - A cura di Massimo Mezzetti

### Riepilogo fasi finali disputate
| Anno           | Luogo | Evento               | Fase del torneo                      | Incontro                                | Risultato    |
| 23 agosto 2015 |       | BAFA NL Division Two | Quarti di finale Northern Conference | Newcastle Vikings - Staffordshire Surge | 23 - 14      |
| 21 agosto 2016 |       | BAFA NL Division Two | Quarti di finale Northern Conference | Leicester Falcons - Staffordshire Surge | 62 - 0       |
| 20 agosto 2017 |       | BAFA NL Division Two | Quarti di finale Northern Conference | Leeds Bobcats - Staffordshire Surge     | 52 - 8       |
| 19 agosto 2018 |       | BAFA NL Division Two | Semifinale Northern Conference       | Chester Romans - Staffordshire Surge    | 37 - 14      |
| 14 agosto 2022 |       | BAFA NL Division Two | Quarti di finale                     | Highland Stags - Staffordshire Surge    | 1 - 0 d.g.s. |